# チョイスホテルズジャパン
株式会社チョイスホテルズジャパン（英: Choice Hotels Japan）は、東京都中央区に本社を置くホテル運営会社である。

## 概要
チョイスホテルズインターナショナルのブランドを日本で展開するために設立された。グリーンズの100%出資である。

## ブランド
- コンフォートスイーツ
- コンフォートホテル
- コンフォートイン
- アセンドホテルコレクション（Ascend Hotel Collection）

過去に運営していたブランド
- クオリティホテル
- スリープイン

## ホテル一覧
コンフォートスイーツ・コンフォートホテル・コンフォートイン・アセンドホテルコレクション

### 過去に運営・営業していたホテル
クオリティホテル
かつて神戸(兵庫県神戸市)・豊川(愛知県豊川市)が存在したが、豊川はコンフォートに、神戸は別会社に売却された。
スリープイン
株式会社ベッセルは、チョイスホテルインターナショナル（米国）と「ホテルスリープイン」西日本地区開発契約を締結していたが、2010年（平成22年）1月31日をもって解消。以後「スリープイン」は全て「ベッセルホテル」と名称変更され、チョイスホテルズジャパンから離脱した。これをもって日本国内における「スリープイン」ブランドのホテルは消滅した。
- スリープイン倉敷（岡山県倉敷市）→ベッセルホテル倉敷
- スリープイン福山（広島県福山市）→ベッセルホテル福山
- スリープイン東広島（広島県東広島市）→ベッセルホテル東広島
- スリープイン福岡貝塚（福岡県福岡市）→ベッセルホテル福岡貝塚
- スリープイン苅田北九州空港（福岡県苅田町）→ベッセルホテル苅田北九州空港
- スリープイン熊本空港（熊本県）→ベッセルホテル熊本空港
- スリープイン都城（宮崎県都城市）→ベッセルホテル都城
- スリープイン石垣島（沖縄県石垣市）→ベッセルホテル石垣島